# Calaina admirabilis
Calaina admirabilis es un insecto coleóptero de la familia Chrysomelidae.

## Distribución geográfica
Habita en Célebes (Indonesia).